# Loligo vulgaris
Espèce
Sous-espèces de rang inférieur
- Loligo vulgaris reynaudi Orbigny, 1839
- Loligo vulgaris vulgaris Lamarck, 1798

Le Calmar commun, aussi appelé selon les régions encornet, chipiron (Pays basque) ou supion, tautène ou calamar dans le sud de la France (Loligo vulgaris) est une espèce de grand calmar, appartenant à la famille des Loliginidae, dont on distingue deux sous-espèces.

## Répartition géographique et habitat
Le calmar commun est abondant dans les eaux côtières de la mer du Nord jusqu'à la côte ouest de l'Afrique. Cette espèce vit de la surface jusqu'à 500 m de profondeur.

## Description
Son manteau atteint 40 cm de longueur.

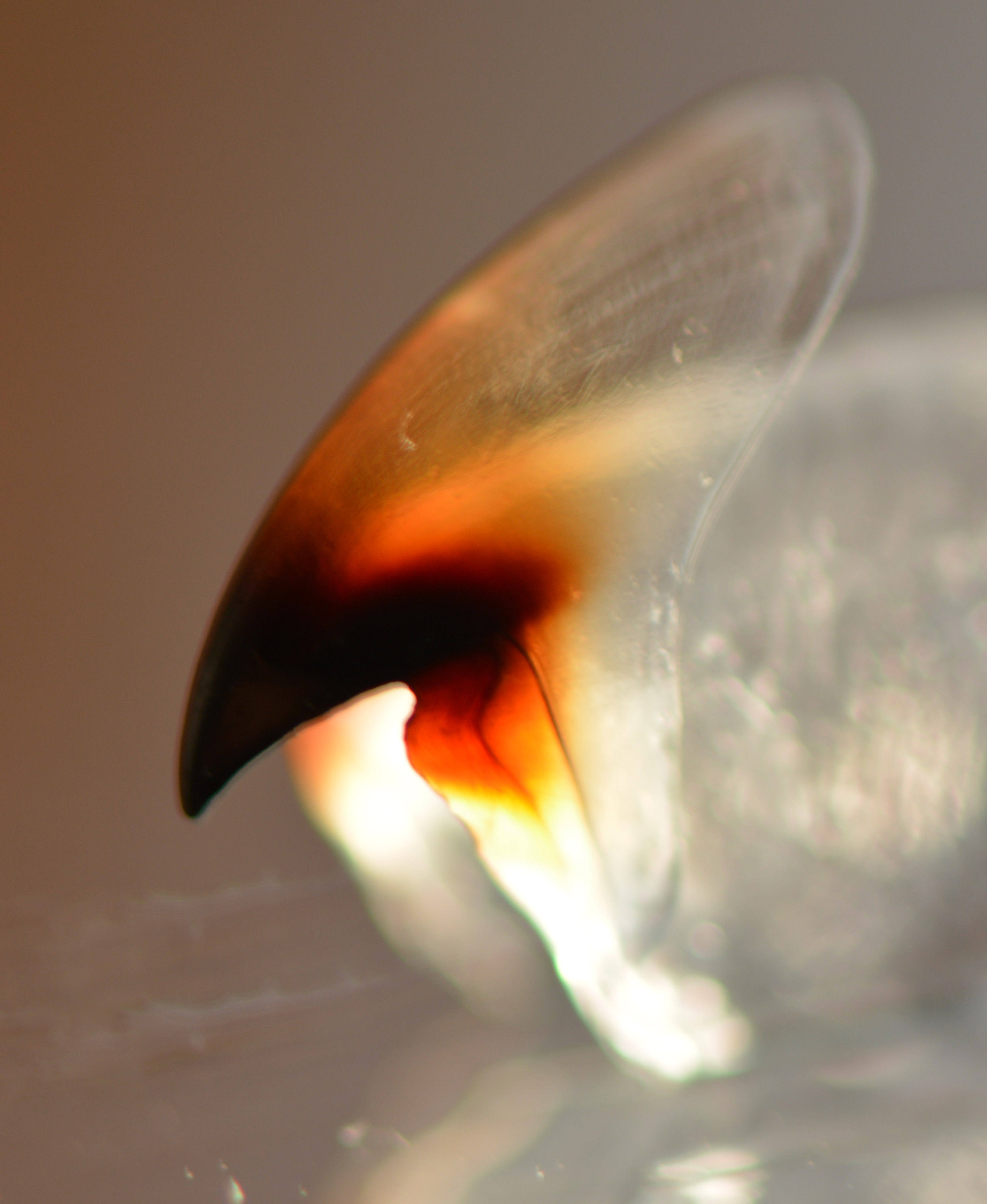
Vue rapprochée d'une des deux parties d'un bec de calmar commun

Son bec est constitué de deux parties, chacune étant translucide et souple sur sa base et dure et de couleur brun foncé à son extrémité. La principale composante de son bec est la chitine, un polysaccharide.

## Pêche
L'espèce est largement exploitée par les pêcheries commerciales.

## Prédateurs
On compte parmi ses prédateurs naturels : la raie Dasyatis brevicaudata, la raie-papillon du Natal, le requin-taureau, les émissolles, l'otarie à fourrure d'Afrique du Sud, les roussettes et de nombreuses espèces de poissons.
Le prédateur principal le long de la côte sud-africaine est la raie Dasyatis brevicaudata, qui chasse à la fois les adultes et les grappes d'œufs.

## Sous-espèces
Ce taxon admet deux sous-espèces:
- Loligo vulgaris reynaudi
- Loligo vulgaris vulgaris

## Développement

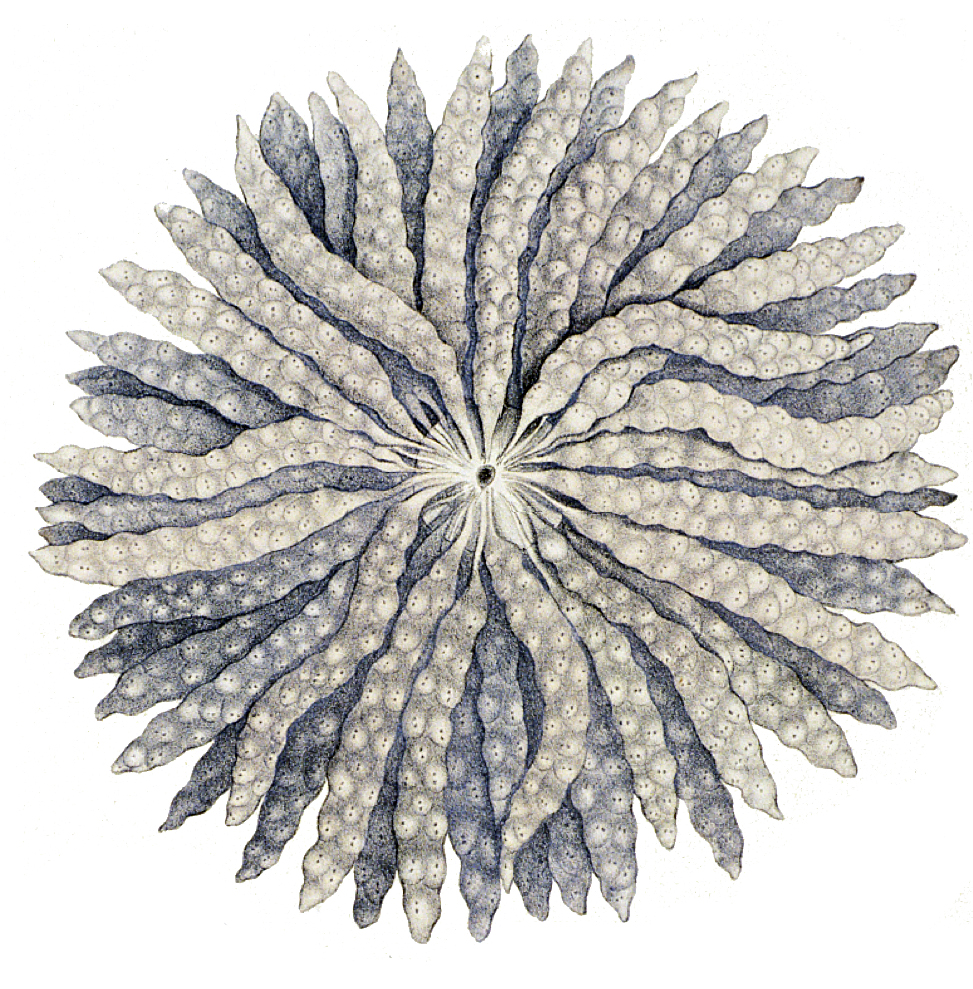
Grappe d'œufs
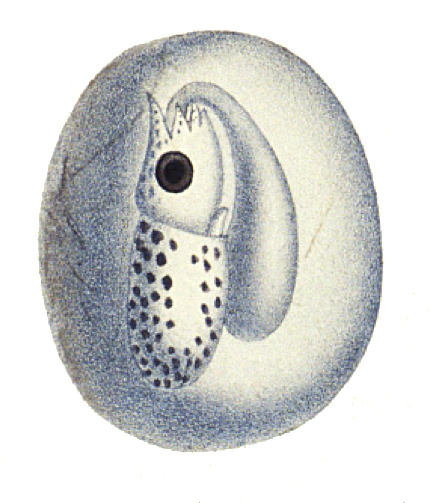
Embryon
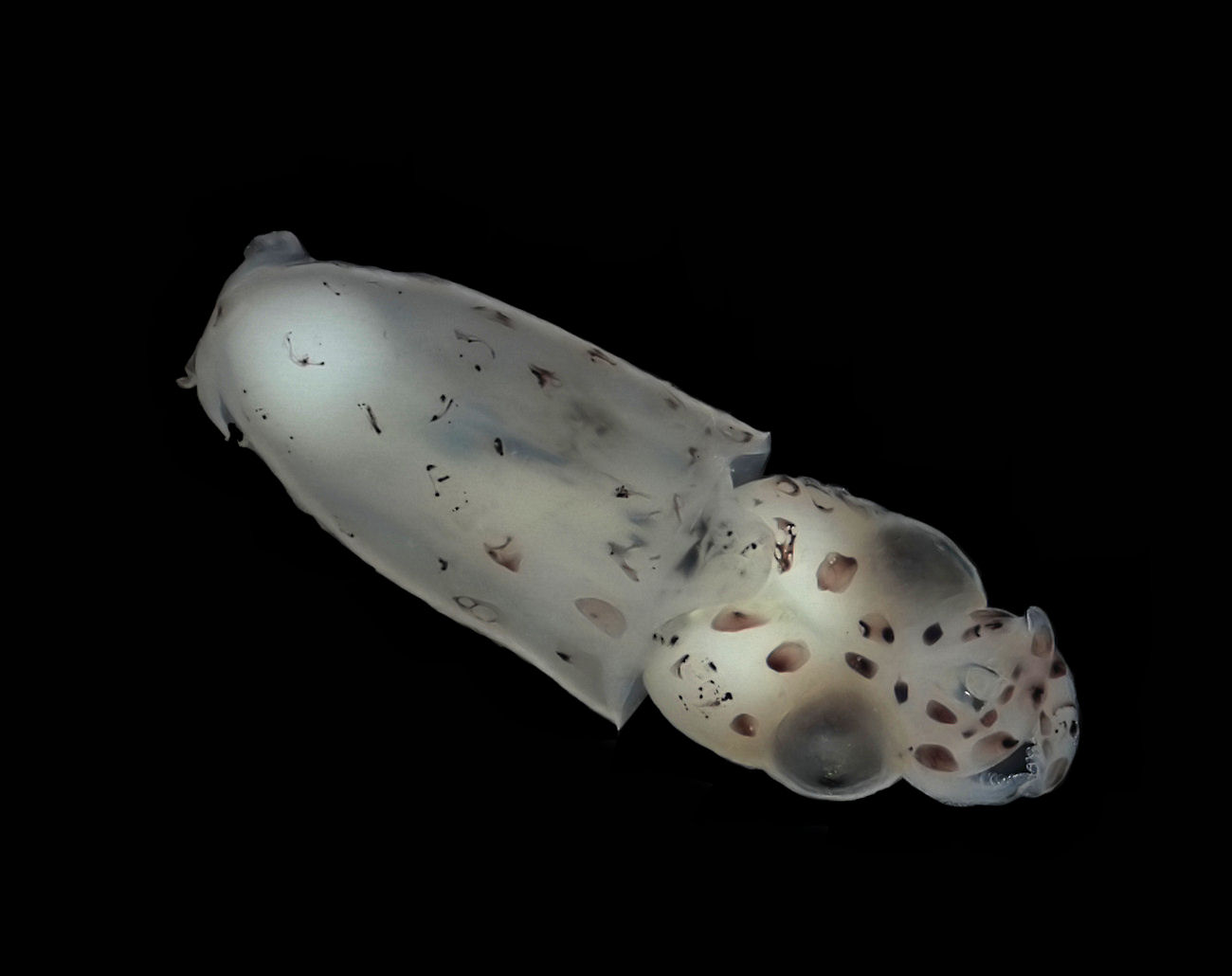
Embryon
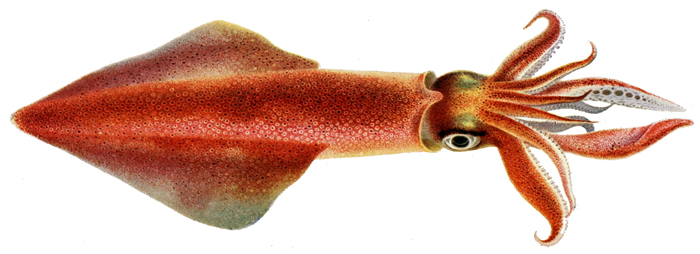
Calmar commun adulte